# Gorjões
Gorjões é um sítio da freguesia de Santa Bárbara de Nexe, concelho de Faro situado na encosta norte do Cerro Nexe. Tem capela do século XVI dedicada a Santa Catarina. Supõe-se que o povoado inicial, primitivo, nasceu entre o Neolítico e o Calcolítico no "Algarão" do Cerro da Mina como extensão do povoado que já existia no Cerro do "Algarão" na Goldra, próximos e à vista um do outro. Este povo, mais tarde, desmatou e tornou aráveis os terrenos planos que se seguiam à sua encosta Norte e acabou por fixar-se nesses terrenos férteis. Após a descoberta do tabaco no Brasil, uma família já entendida nesse negócio, perante as boas terras planas e frescas, instalou-se no local com um negócio de plantação, tratamento e venda de tabaco dito "Estanco". O local, no caminho entre S. Brás e Loulé, cresceu e tornou-se importante entreposto de trocas comerciais com aquelas povoações. A sua importância foi reconhecida quando, sobre uma tosca e primitiva capela, foi decidido construir a nova Ermida a Santa Catarina. Dada a importância e notoriedade que o negócio de "Estanco" imprimira ao local, o povo deu em chamar o local de Estanco e mais tarde aos descendentes dos donos do negócio apelidou de "Estancos". Foram os "Estancos" descendentes que, extinguido o negócio, se tornaram médios proprietários e ainda no séc. XIX se lançaram no negócio de empreiteiros de caminhos, pontes e estradas fazendo escola de empreiteiros deste ramo que ainda hoje perdura. No princípio do séc. XX um Estanco faz casas próprias e abre vendas de taberna, mercearia e padaria no cruzamento com o caminho dos poços públicos, constrói lugares para os mestres artesãos como sapateiro, barbeiro, carpinteiro, ferreiro-ferrador, mecânico de bicicletas e cria uma nova centralidade chamada o "Alto" que ainda perdura.
Hoje, os seus principais lugares são: Alto, Estanco, St.ª Catarina, Caramujeira, Palmeiral, Sobrado, Goldra e Corgo. No lugar do Alto existiu a Sociedade Recreativa Gorjonense, fundada em 1943, por antigos combatentes da I Grande Guerra, os quais comemoravam no local, no dia 9 de Abril, data da célebre batalha do Rio Lys na Flandres, França, conhecida historicamente como "Batalha de La Lys".
Desde o ano de 2000 foi criado o Clube Recreativo e Cultural Gorjonense (CRCG), nova associação do Povo Gorjonense onde se mantêm as tradições locais de bailes e festas dando continuidade à memória da antiga SRG.